# Kamyšník přímořský
Kamyšník přímořský (Bolboschoenus maritimus) s. str. je mokřadní fakultativně halofytní rostlina vyššího vzrůstu, v Evropě nejznámější druh téměř celosvětově rozšířeného rodu kamyšník.

## Taxonomie
Bolboschoenus maritimus (L.) Palla (≡ Scirpus maritimus L.) byl dříve považován za
jediného zástupcem rodu Bolboschoenus ve Střední Evropě. Později byly uznávány dva poddruhy, jmenovitě Bolboschoenus maritimus subsp. maritimus a Bolboschoenus maritimus subsp. compactus.
V současnosti je Bolboschoenus maritimus agg. obtížným taxonem ve kterém je vymezení specifických vnitrodruhových vztahů nejasné. Do komplexu tohoto druhu patří ustálené plodné hybridy považované v poslední době za samostatné druhy. Jsou to např. kamyšník jižní, kamyšník polní, kamyšník přímořský s. str. kamyšník širokoplodý, kamyšník vrcholičnatý.

## Výskyt
Je rozšířen hlavně v Evropě, severní a západní Asii a v Severní Americe. Vyskytuje se také na nepříliš rozsáhlém územní Azor, na jihu Afriky, v Austrálii, na Novém Zélandu i Tichomořských ostrovech. Vyrůstá na vlhkých místech která jsou příležitostně zaplavována, ale jinak se na nich voda trvale nedrží, dává přednost prostorám s nezapojenou vegetaci. Jeho upřednostňovaným biotopem jsou sezónní i trvalé mokřady na okrajích vodních nádrží a v ústí řek. Nevadí mu těžká jílovitá půda která při vyschnutí vody tvrdne, může být i částečně zasolená. Vyskytuje se převážně na březích moře, v brakické vodě, na slaniskách a občas i v tekoucí či stojaté sladké vodě s vyšším obsahem minerálních látek.
V České republice jej lze nejčastěji nalézt v Polabí, Poohří a Pomoraví, převážně v jejích dolních částech, jinde se vyskytuje jen řídce. Kamyšník přímořský je podle "Botany.cz"  silně ohrožený druh (C2-EN), podle "Biolib.cz"  ohrožený druh (C3-VU). Podle "Florabase.cz" se kamyšník přímořský v ČR v roce 2011 vyskytoval: .

## Popis
Vytrvalá rostlina s tuhou lodyhou, která je ve spodní části na průřezu oblá a v horní trojhranná, dosahující do výše 0,7 až výjimečně 1,5 m. Lodyha vyrůstá z hlízek velkých 2 až 3 cm rostoucích na koncích hustě spletených šupinatých oddenků vyskytujících se nejčastěji v hloubce do 10 cm. Ve spodní části lodyhy (do 1/3 až 1/2) vyrůstají lysé, žlábkovité, ostře kýlnaté, po okrajích drsné listy široké 2 až 10 mm, na jejím vrcholku jsou nejčastěji tři nápadně dlouhé, listů podobné podpůrné listeny ve kterých spočívá vrcholové květenství hlávka nebo kružel klásků. Pochvy listů mají ve spodní části hnědou až černohnědou barvu, na konci jsou jakoby uťaté.
Rezavě hnědé, vejčité až úzce vejčité, mnohokvěté klásky dlouhé i přes 1 cm vyrůstají samostatně nebo obvykleji jsou po 2 až 10 směstnány do 2 až 6 svazečků které bývají přisedlé nebo vyrůstají na nestejně dlouhých stopkách. Klásky mají šroubovitě seřazené slámově hnědé, blanité plevy dlouhé 5 až 8 mm, které jsou na koncích vykrojené a mají jemnou osinu téměř 3 mm dlouhou. V paždích plev vyrůstají kvítky se svrchním semeníkem s dlouhou dvou nebo trojklanou čnělku, nebo se 3 tyčinkami s podlouhlými žlutými prašníky a zpravidla 5 drsných štětinek nahrazující okvětí které postupně opadnou. Samičí květy v květenství dozrávají dříve než samčí, je tím bráněno samoopylení. Kvete od května do července.
Plodem je eliptická, obvejčitá až široce obvejčitá nažka, jednostranně nebo dvoustranně zploštělá, rezavě hnědé barvy s viditelnou síťovou strukturou o průměrné délce 3,8 a šířce 2 mm. Tloušťka exokarpu je zhruba dvounásobná oproti mezokarpu, u exokarpu jsou buňky se vzduchovou náplní. V jednom gramu je průměrně 500 semen.

## Variabilita
Kamyšník přímořský je variabilní druh co týká jeho květenství. To bývá mnohdy tvořeno jen přisedlými klásky, u mladých rostlin nebo při nedostatku živin vyrůstá klásek jen jediný. Někdy jsou naopak klásky dlouhé až 4 cm, mají přitom velký počet kvítků sterilních.
Jsou také časté rozdíly ve tvarech plodů, od téměř plochých až k silně vypouklým. Také tloušťka exokarpu bývá někdy shodná s tloušťkou mezokarpu.

## Rozmnožování
Kamyšník přímořský se rozšiřuje semeny i zbytnělými částmi oddenků – hlízkami. Semena mají v exokarpu vzduchové buňky které semenům zajišťují nejlepší plovatelnost ze všech středoevropských druhů kamyšníků. Mimo to se nažky dokáží přichytit i k peří ptáků kteří je zanesou na jiná stanoviště. Jinak se spolehlivě šíří hlízkami, které bývají při erozi břehů vodou odnášeny na velké vzdálenosti nebo jsou při mělkém obdělávání orné půdy roznášeny po obdělávaném poli. Hlízky spolehlivě klíčí z hloubky 10 až 20 cm, pokud se dostanou na nepříznivé místo dokážou bez úhony v zemi vyčkat na mokrý rok.

## Význam
V České republice se kamyšník přímořský místy rozšiřuje z příbřežních oblastí velkých řek na ornou půdu, kde se zabydluje hlavně v širokořádkových plodinách. Mnohdy je tam ale za něj mylně považován kamyšník širokoplodý, od kterého jej lze bezpečně rozeznat jen podle semen.
Ve státech s větším rozšířením se jeho houževnatých listů využívá k pletení rohoží, tkaní koberců i k výrobě pevných nití, ze semen se vyrábí mouka a mladé hlízky obsahující hodně škrobu se pečou. Mladé rostliny jsou vhodnou potravou pro býložravce, staré naopak svou hořkostí píci znehodnocují.
Bývá také efektivně využíván při rekonstrukcích mokřadů, kanálů i jezer kde svou hustou sítí oddenků stabilizuje měkké podklady břehů které chrání před vlnobitím, poskytuje dále úkryt ptákům a místo k tření ryb. Vysazuje se také do biologických čistíren kde ve svých kořenech hostí bakterie filtrující vodu.

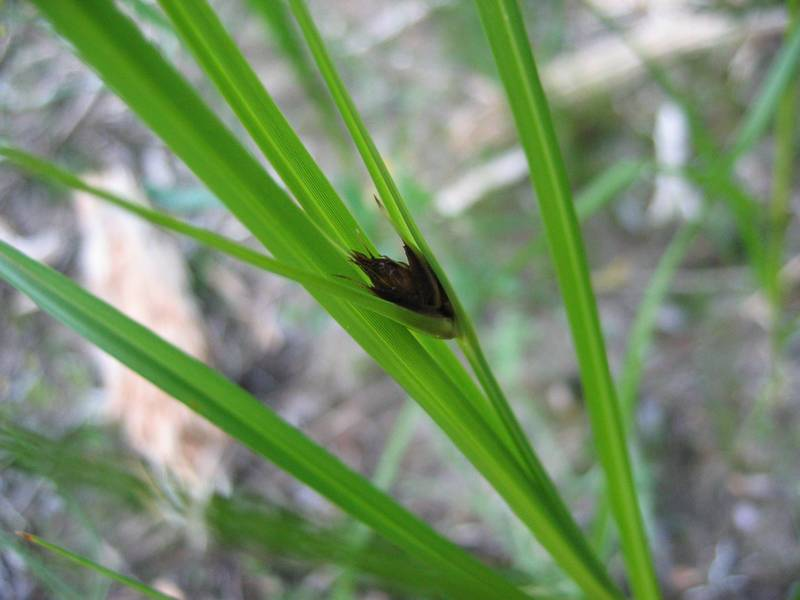
Listy kamyšníku přímořského
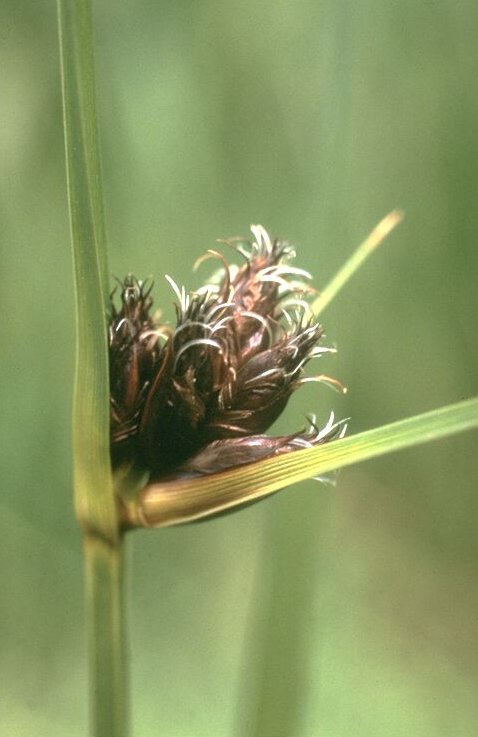
Přisedlé svazečky klásků v úžlabí tří listenů
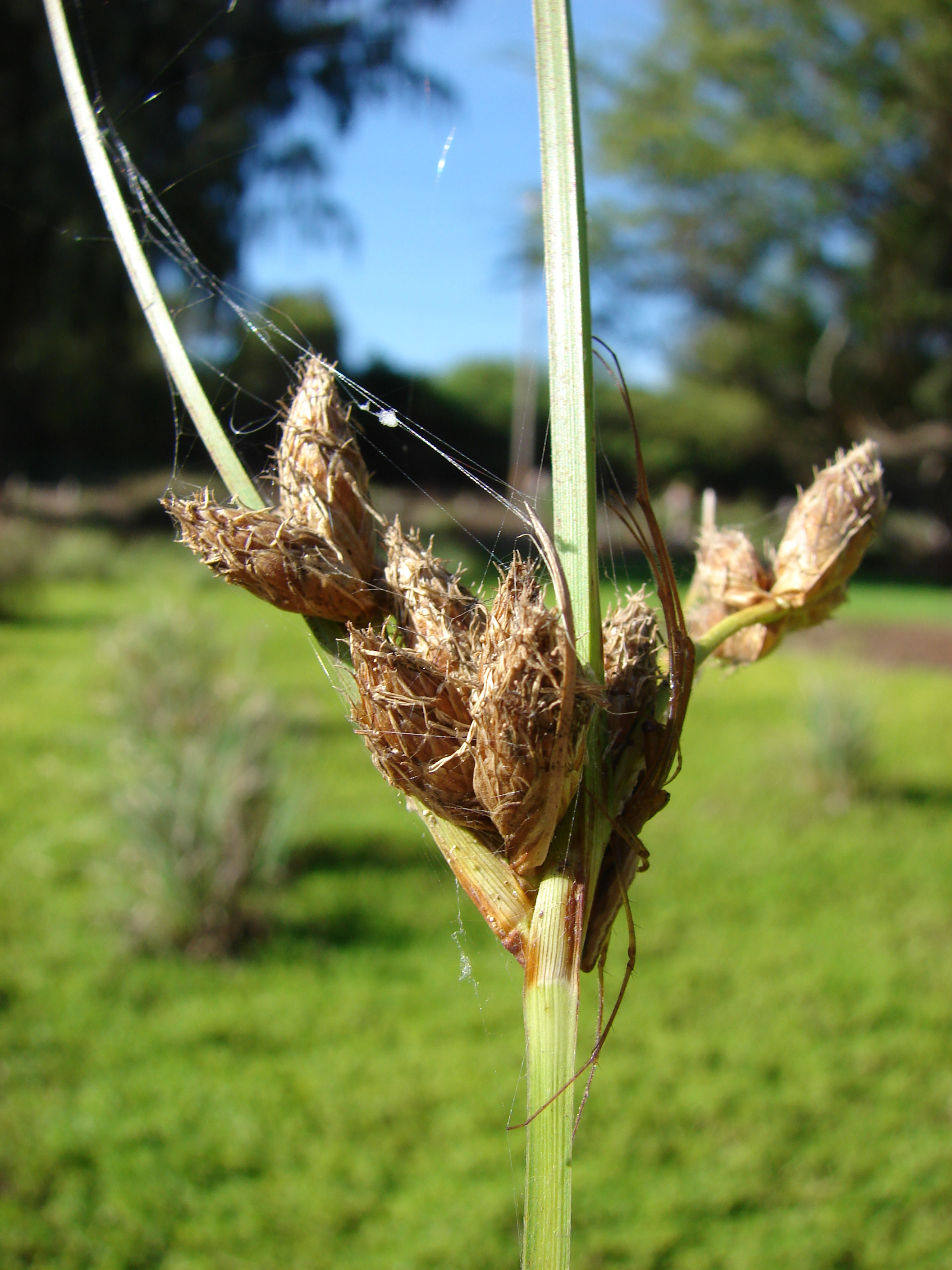
Přisedlé i stopkaté svazečky v úžlabí dvou listenů
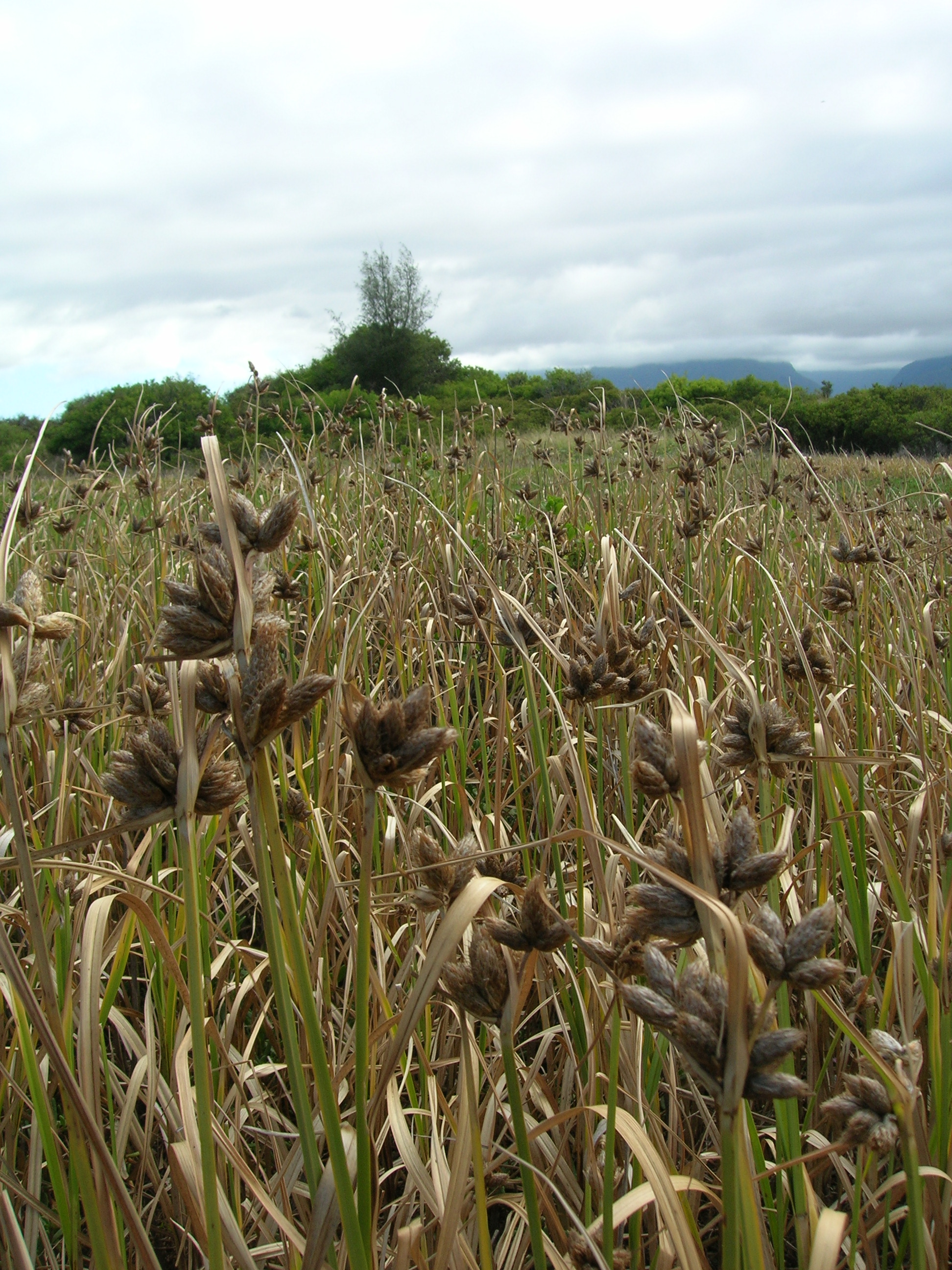
Na konci vegetačního období